# Société immobilière du Québec
La Société immobilière du Québec (SIQ) est une ancienne entreprise publique détenue par le gouvernement du Québec, en activité de 1984 à 2013. La SIQ était chargée de gérer le parc immobilier des ministères et organismes gouvernementaux affiliés au gouvernement du Québec.

## Historique

### Établissement (1983-1984)
La loi établissant la SIQ est sanctionnée le 21 décembre 1983 et la majorité de ses articles entrent en vigueur par proclamation le 15 février 1984. Le transfert des biens du domaine public du Ministère des Travaux publics et de l'Approvisionnement à la SIQ  est effectif le 14 mars 1984,. La loi constituant la SIQ prévoit l'abolition de la Société de développement immobilier du Québec et du Ministère des Travaux publics et de l'Approvisionnement qui a lieu le 1er octobre 1984,.
C'est à partir du 25 septembre 1984 que les ministères et organismes publics doivent transiger avec la SIQ pour leurs besoins immobiliers. C'est à cette même date que le projet de construction et d'aménagement du Palais des congrès de Montréal et de la Place Desjardins est confié à la SIQ.

### Changements de périmètre (1985-2013)
La SIQ passe sous la responsabilité du ministère des Approvisionnements et Services à sa création le 19 juin 1986 puis sous celle du ministre délégué aux Services gouvernementaux le 12 janvier 1994. Quelques mois plus tard, en septembre 1994, la responsabilité de la SIQ est transférée au Conseil du trésor.
Le 1er juillet 2011 la SIQ absorbe les activités immobilières de la Corporation d'habitation du Québec dont la dissolution est annoncée lors du budget 2010, afin de réaliser 6 millions de dollars d'économies.
La SIQ est abolie officiellement le 13 novembre 2013 lorsqu'elle est fusionnée avec Infrastructure Québec pour former la Société québécoise des infrastructures.

### Identité visuelle (logotype)

Logo de la Société immobilière du Québec jusqu'en 2001.
Logo de la Société immobilière du Québec de 2001 à 2013.

### Textes officiels
- Loi sur la Société immobilière du Québec, RLRQ, c. S-17.1  (lire en ligne, consulté le 26 novembre 2023)
- Loi sur la Société immobilière du Québec, LQ 1983, c. 40  (lire en ligne, consulté le 26 novembre 2023) (loi originale)
- Loi concernant la gouvernance des infrastructures publiques, constituant la Société québécoise des infrastructures et modifiant diverses dispositions législatives, LQ 1983, c. 40  (lire en ligne, consulté le 26 novembre 2023)